# María José Weigel
María José Weigel Figueroa(Hamburgo, 28 de junio de 1991), también conocida artísticamente como Marijo Weigel, es una actriz y cantante franco-chilena. Es conocida por su rol protagónico en la telenovela Hijos del desierto.

## Biografía
Nació en Alemania, de madre chilena y padre franco-alemán. Vivió hasta los 12 años en Chile y luego volvió a Francia a la ciudad de Saint-Germain-en-Laye, cercana a París. Estudió abogacía en las universidades Complutense de Madrid y La Sorbona, especializándose en Derecho Español y Francés. Trabajó brevemente en sectores relacionados con la comunicación y marketing en Europa.

## Carrera
En 2017 regresó a Chile y entró en la Escuela de Teatro de Fernando González  para convertirse en actriz.
En 2018 debutó como actriz en la película Lilits de Francisco Muñoz Berríos. Más tarde, integraría el elenco de la exitosa serie de Amazon Prime Video La Jauría, donde interpretó a Ximena. También fue protagonista en la película Tracking de Rodrgio González Larrondo. 
En 2021 debutó profesionalmente como cantante bajo el seudónimo "Marijo Weigel" y con la canción En futuro y en presente.
En 2022 participó en su primera teleserie, Hijos del desierto, de Mega. Interpretó a Eloísa González, una médica que debe enfrentarse a los prejuicios de la época respecto de las mujeres profesionales. Gracias a este rol fue nominada a los Premios Caleuche como Mejor Actriz Protagónica.
En 2023 debutó en teatro con la obra Perfectos Desconocidos. También lanzó su sencillo D'encre et de papier.

## Filmografía

### Telenovelas
| Año  | Teleserie          | Personaje       | Canal |
| ---- | ------------------ | --------------- | ----- |
| 2022 | Hijos del Desierto | Eloísa González | Mega  |

### Series
| Año  | Serie                         | Personaje               | Canal        |
| ---- | ----------------------------- | ----------------------- | ------------ |
| 2018 | Grandes Pillos                | Clienta (no acreditado) | Chilevisión  |
| 2020 | La jauría                     | Ximena                  | Amazon Prime |
| 2021 | Petits secrets entre amoureux | Rossie                  | TF1          |

### Cine
| Año  | Película              | Personaje |
| ---- | --------------------- | --------- |
| 2018 | Lilits                | TBA       |
| 2019 | Celle que vous croyez | Pasajera  |
| 2020 | Tracking              | TBA       |
| 2021 | Une seule chance      | Elisa     |
| 2022 | Aquel bar             | Agatha    |

## Discografía

### Discos
- Primeriza (2024)[10]

### Sencillos
- En futuro y en presente (2021)
- D'encre et de papier (2023)
- Desierto florido (2023)

## Premios y nominaciones
| Año  | Premio           | Categoría                | Programa           | Resultado |
| ---- | ---------------- | ------------------------ | ------------------ | --------- |
| 2023 | Premios Caleuche | Mejor actriz protagónica | Hijos del desierto | Nominada  |